# Mbanza Kongo
Mbanza Kongo, también conocida como São Salvador do Congo (del portugués: San Salvador del Congo), es una ciudad, comuna y municipio de Angola, capital de la  provincia de Zaire, en el noroeste del país. Mbanza Kongo fue fundada en 1483 y fue capital del antiguo Reino del Congo. Fue renombrada por los portugueses como São Salvador en los años 1568-1570 manteniendo este nombre hasta que Angola se independizó en 1975 y la ciudad recuperó su nombre inicial.  Fue abandonada temporalmente durante un período turbulento de guerras civiles en el siglo XVI hasta 1705, cuando se estableció una población estable, con los seguidores de Kimpa Vita, líder religiosa y social impulsora del movimiento antonianista.
Está emplazada muy cerca de la actual frontera de Angola con la República Democrática del Congo, en torno a las coordenadas 6°16′0″S 14°15′0″E / -6.26667, 14.25000, y se asienta sobre una impresionante montaña de cima aplanada, llamada Mongo a-Kaila ("montaña divisoria"), ya que una reciente leyenda cuenta que desde allí el rey creó los diferentes clanes del reino y los envió a poblar las distintas regiones. Por el valle hacia el sur, discurre el río Luezi. El municipio se subdivide en cinco comunas: Mbanza Kongo, Caluca, Luvu, Mandinba y Quiende.

## Lugares de interés
Mbanza Kongo fue la residencia de los manicongos, reyes del Imperio del Congo, que en su momento de esplendor se extendía desde la costa atlántica en el oeste, hasta el río Nkisi en el este, y desde el río Congo en el norte, hasta el río Dande en el sur. En el área céntrica de la ciudad moderna, en los jardines del antiguo palacio real y actual museo, aún puede hallarse el jalankuwo, el árbol donde el manicongo realizaba sus juicios.
La ciudad también es conocida por las ruinas de la catedral, construida en 1549, y acerca de la cual muchos angoleños afirman que es la iglesia más antigua del África subsahariana. De esta iglesia, conocida localmente como nkulumbimbi, se dice actualmente que fue construida por los ángeles durante la noche. Fue elevada a la categoría de catedral en 1596. El Papa Juan Pablo II visitó el lugar durante su gira por Angola en 1992.
Otro sitio de relevancia histórica es el monumento a la madre del manicongo Alfonso I, cerca del aeropuerto, que conmemora una leyenda popular que comenzó en la década de 1680, según la cual el rey habría enterrado viva a su madre, porque ella no quería darle un amuleto que usaba alrededor del cuello.

## Historia
Los primeros reyes del Congo de los que se tiene registro, en su correspondencia con los reyes de Portugal, se refieren a la ciudad con el nombre de "ciudad de Congo" (cidade de Congo), y el nombre de "São Salvador" aparece referido por primera vez en las cartas de Álvaro I (1568 a 1587), costumbre que fue continuada por sus sucesores, si bien habría sido el rey Alfonso I, monarca entre 1509 y 1542, quien había realizado el cambio formal de nombre.
En 1507, tras la muerte de João I, se desarrolló en las inmediaciones de la ciudad una batalla por la sucesión del trono, en la que se enfrentaron Afonso (el hijo del fallecido monarca), y su medio hermano, Mpanzu a Kitima (o Mpanzu a Nzinga), saliendo victorioso el primero.
Cuando los portugueses llegaron al Congo, Mbanza Kongo ya era una gran ciudad, tal vez la más grande en toda el África subecuatorial. Un visitante a principios de 1491 comparó su tamaño al de la ciudad portuguesa de Évora. Durante el reinado de Afonso I, se construyeron varios edificios de piedra, entre ellos un palacio y varias iglesias. La ciudad creció considerablemente a medida que el reino del Congo se fue expandiendo: una declaración eclesiástica de la década de 1630 relataba que se habían realizado entre 4000 y 5000 bautismos en la ciudad y sus zonas inmediatamente aledañas (presumiblemente los valles que la rodean), lo cual es coherente con los datos que arrojan un total de 100.000 habitantes en la ciudad para esa época. De estos, unos 30.000 vivían en la montaña y el resto en los valles alrededor de la ciudad. Entre sus edificios importantes se contaban una docena de iglesias, incluyendo la catedral de San Salvador y capillas y oratorios privados, y un impresionante palacio real de dos pisos, el edificio único de esta naturaleza en todo el Congo, según el viajero Giovanni Francesco da Roma (1648).
La ciudad fue saqueada en varias oportunidades durante las guerras civiles que siguieron a la Batalla de Mbwila de 1665, la primera de ellas en 1668 y fue abandonada en 1678, tras ser arrasada por las tropas del pretendiente al trono Pedro III. La urbe fue reocupada brevemente por los distintos príncipes en disputa, así: por Manuel I (con el apoyo de la Princesa de Soyo) en 1690, por Juan II en 1696 y un poco más tarde, ese mismo año, por Pedro IV. En los primeros años del siglo XVIII, el mismo Pedro IV del Congo, envió colonos a ocupar la antigua capital ahora abandonada, pero no fue sino hasta 1705, cuando se estableció un población estable, con los seguidores de la líder religiosa Beatriz Kimpa Vita, líder de la herejía antonianista. La ciudad fue restablecida como capital del Reino del Congo por Pedro IV en 1709. No volvió a ser despoblada, aunque su población fluctuó considerablemente entre los siglos XVIII y XIX.
Fue hasta después de la independencia de Angola en 1975 que se reemplazó el nombre portugués por el antiguo nombre bantú de la ciudad.

## Clima
| Parámetros climáticos promedio de M'Banza Kongo | Parámetros climáticos promedio de M'Banza Kongo | Parámetros climáticos promedio de M'Banza Kongo | Parámetros climáticos promedio de M'Banza Kongo | Parámetros climáticos promedio de M'Banza Kongo | Parámetros climáticos promedio de M'Banza Kongo | Parámetros climáticos promedio de M'Banza Kongo | Parámetros climáticos promedio de M'Banza Kongo | Parámetros climáticos promedio de M'Banza Kongo | Parámetros climáticos promedio de M'Banza Kongo | Parámetros climáticos promedio de M'Banza Kongo | Parámetros climáticos promedio de M'Banza Kongo | Parámetros climáticos promedio de M'Banza Kongo | Parámetros climáticos promedio de M'Banza Kongo |
| Mes                                             | Ene.                                            | Feb.                                            | Mar.                                            | Abr.                                            | May.                                            | Jun.                                            | Jul.                                            | Ago.                                            | Sep.                                            | Oct.                                            | Nov.                                            | Dic.                                            | Anual                                           |
| ----------------------------------------------- | ----------------------------------------------- | ----------------------------------------------- | ----------------------------------------------- | ----------------------------------------------- | ----------------------------------------------- | ----------------------------------------------- | ----------------------------------------------- | ----------------------------------------------- | ----------------------------------------------- | ----------------------------------------------- | ----------------------------------------------- | ----------------------------------------------- | ----------------------------------------------- |
| Temp. máx. abs. (°C)                            | 33.5                                            | 37.0                                            | 37.7                                            | 35.5                                            | 35.0                                            | 32.5                                            | 35.0                                            | 32.5                                            | 32.0                                            | 35.0                                            | 36.0                                            | 32.5                                            | 37.7                                            |
| Temp. máx. media (°C)                           | 28.1                                            | 28.7                                            | 29.5                                            | 28.9                                            | 28.2                                            | 26.5                                            | 24.6                                            | 24.6                                            | 26.0                                            | 27.4                                            | 28.0                                            | 27.7                                            | 27.4                                            |
| Temp. media (°C)                                | 24.2                                            | 24.6                                            | 25.0                                            | 24.7                                            | 24.0                                            | 22.0                                            | 20.2                                            | 20.2                                            | 21.6                                            | 23.4                                            | 24.0                                            | 23.9                                            | 23.2                                            |
| Temp. mín. media (°C)                           | 20.2                                            | 20.5                                            | 20.4                                            | 20.5                                            | 19.8                                            | 17.5                                            | 15.8                                            | 15.8                                            | 17.3                                            | 19.3                                            | 20.0                                            | 20.1                                            | 18.9                                            |
| Temp. mín. abs. (°C)                            | 16.5                                            | 17.1                                            | 16.7                                            | 17.2                                            | 14.9                                            | 13.0                                            | 12.0                                            | 12.3                                            | 13.3                                            | 16.4                                            | 17.0                                            | 16.5                                            | 12.0                                            |
| Precipitación total (mm)                        | 139                                             | 133                                             | 175                                             | 255                                             | 156                                             | 2                                               | 0                                               | 4                                               | 8                                               | 80                                              | 167                                             | 183                                             | 1299                                            |
| Días de precipitaciones (≥ 0.1 mm)              | 9                                               | 7                                               | 10                                              | 15                                              | 10                                              | 1                                               | 0                                               | 1                                               | 1                                               | 7                                               | 13                                              | 12                                              | 86                                              |
| Horas de sol                                    | 322                                             | 301                                             | 270                                             | 236                                             | 200                                             | 216                                             | 244                                             | 225                                             | 260                                             | 275                                             | 288                                             | 316                                             | 3153                                            |
| Fuente: Deutscher Wetterdienst                  |                                                 |                                                 |                                                 |                                                 |                                                 |                                                 |                                                 |                                                 |                                                 |                                                 |                                                 |                                                 |                                                 |

## Diócesis
El 14 de marzo de 1967 fue creada la nueva diócesis de Carmona y San Salvador, segregando su territorio de la Archidiócesis de Luanda. El 16 de mayo de 1984 parte de su territorio forma la nueva Diócesis de Mbanza Congo.
Las ruinas de la primera catedral atestiguan la solidez religiosa de la tierra angoleña. La religión católica traída por los portugueses en 1482, había sido aceptada con espíritu de hospitalidad por el soberano del lugar, Nzinga Nkuwu. Él mismo recibió el bautismo, junto con su hijo mayor Nzinga Mvemba, que en esa circunstancia tomó el nombre de Afonso. Tras haber sucedido a su padre, Afonso reinó durante treinta y cuatro años, esforzándose activamente por favorecer la difusión del Evangelio entre su pueblo. Esos años se consideran la época de oro de la evangelización del reino del Congo. Uno de sus hijos, Enrique, fue el primer obispo negro del que se tenga noticia.